# Jimmie Vaughan
Jimmie Lawrence Vaughan (Dallas, Texas, 20 de março de 1951) é um guitarrista e cantor estadunidense; é irmão mais velho do lendário guitarrista Stevie Ray Vaughan, falecido em 1990.
Foi um dos membros originais da banda de blues-rock texana, The Fabulous Thunderbirds, com a qual tocou entre 1976 e 1990. Neste ano deixou a banda para gravar o álbum Family Style, com seu irmão Stevie Ray Vaughan. Neste disco assinam como The Vaughan Brothers.

## Discografia
Com Fabulous Thunderbirds
- 1979 : The Fabulous Thunderbirds
- 1980 : What's the Word
- 1981 : Butt Rockin'
- 1982 : T-Bird Rhythm
- 1986 : Tuff Enuff
- 1987 : Hot number
- 1989 : Powerful Stuff
- 2013 : On the Verge

Vaughan Brothers
- 1990 : Family Style

Carreira solo
- 1994 : Strange Pleasure
- 1998 : Out There
- 2001 : Do You Get the Blues?